# Списък на народните представители в Четиридесет и второто народно събрание
Това е списък на народните представители в XLII народно събрание (май 2013 – август 2014), подредени по азбучен ред.
Председател на XLII народно събрание е Михаил Райков Миков от парламентарната група на КП „Коалиция за България“, негови заместници са Мая Манолова от Коалицията за България и Христо Бисеров от ПП „Движение за права и свободи“, освободен на 7 ноември 2013 г. На негово място на 12 ноември 2013 г. е избран Алиосман Ибраим Имамов от Движението за права и свободи.
На 23 юли 2014 г. министър-председателят на България Пламен Орешарски подава оставка, която е приета от НС на 24 юли. На 6 август XLII народно събрание е разпуснато с указ на президента Росен Плевнелиев.
А — Б — В — Г — Д — Е — Ж — З — И — Й — К — Л — М — Н — П — Р — С — Т — Ф — Х — Ц — Ч — Ш — Щ — Я

## А
| име                         | парламентарна група  | длъжност                                           | участие в комисии, делегации и групи за приятелство | изборен район    | от дата          | прекратени пълномощия |
| --------------------------- | -------------------- | -------------------------------------------------- | --- | ---------------- | ---------------- | --------------------- |
| Адриан Христов Асенов       | Партия Атака         | член                                               | * Комисия по енергетика — член * Комисия за взаимодействие с граждански организации и движения — заместник-председател                                                                                  | 12. Монтана      | 21 май 2013      | 6 август 2014         |
| Аксения Бориславова Тилева  | ГЕРБ                 | член                                               | * Комисия по инвестиционно проектиране — член * Комисия по образованието и науката — член | 27. Стара Загора | 21 май 2013      | 6 август 2014         |
| Александър Димитров Паунов  | Коалиция за България | зам.-председател на ПГ                             | * Комисия по въпросите на децата, младежта и спорта — член * Комисия по транспорт, информационни технологии и съобщения — член                                                                          | 26. София област | 21 май 2013      | 6 август 2014         |
| Александър Руменов Ненков   | ГЕРБ                 | * временен парламентарен секретар * секретар на ПГ | * Комисия по икономическата политика и туризъм — член * Комисия по регионална политика и местно самоуправление — член                                                                                   | 23. София        | 21 май 2013      | 6 август 2014         |
| Александър Христов Методиев | ДПС                  | член                                               | * Комисия по правата на човека и жалбите на гражданите — член * Комисия по вероизповеданията и парламентарна етика — член                                                                               | 26. София област | 19 юли 2013      | 6 август 2014         |
| Алекси Василев Алексиев     | Коалиция за България | член                                               | * Комисия по европейските въпроси и контрол на европейските фондове — член | 3. Варна         | 31 юли 2013      | 6 август 2014         |
| Алиосман Ибраим Имамов      | ДПС                  | зам.-председател на НС                             | * Комисия по икономическата политика и туризъм — председател * Комисия по образованието и науката — заместник-председател * Делегация в Интерперламентарния съюз — заместник-ръководител                | 1. Благоевград   | 21 май 2013      | 12 ноември 2013       |
| Ангел Петров Найденов       | Коалиция за България |                                                    | | 14. Перник       | 21 май 2013      | 6 август 2014         |
| Андон Петров Андонов        | ГЕРБ                 | член                                               | * Комисия по енергетика — член | 27. Стара Загора | 21 май 2013      | 6 август 2014         |
| Анелия Димитрова Клисарова  | Коалиция за България |                                                    | | 3. Варна         | 21 май 2013      | 6 август 2014         |
| Антон Константинов Кутев    | Коалиция за България | член                                               | * Комисия по труда и социалната политика — член * Комисия по културата и медиите — член | 20. Силистра     | 21 май 2013      | 6 август 2014         |
| Антоний Йорданов Йорданов   | ГЕРБ                 | член                                               | * Комисия по икономическата политика и туризъм — член * Комисия по отбрана — член | 16. Пловдив-град | 21 май 2013      | 6 август 2014         |
| Атанас Зафиров Зафиров      | Коалиция за България | член                                               | * Комисия за борба с корупцията и конфликт на интереси — член * Комисия по вероизповеданията и парламентарна етика — член                                                                               | 2. Бургас        | 21 май 2013      | 6 август 2014         |
| Атанас Иванов Ташков        | ГЕРБ                 | член                                               | * Комисия по транспорт, информационни технологии и съобщения — член | 16. Пловдив-град | 21 май 2013      | 6 август 2014         |
| Атанас Атанасов Папаризов   | Коалиция за България | член                                               | | 24. София-град   | 30 април 2014 г. | 7 май 2014 г.         |
| Атанас Стойнов Пъдев        | Коалиция за България | член                                               | * Комисия по отбрана — член * Комисия по вътрешна сигурност и обществен ред — член | 27. Стара Загора | 21 май 2013      | 6 август 2014         |
| Атанас Тодоров Мерджанов    | Коалиция за България | * секретар на ПГ * зам.-председател на ПГ          | * Комисия по отбрана — член * Комисия по вътрешна сигурност и обществен ред — председател * Делегация в Парламентарната асамблея на Организацията за сигурност и сътрудничество в Европа — основен член | 31. Ямбол        | 21 май 2013      | 6 август 2014         |
| Атанаска Михаилова Тенева   | Коалиция за България | член                                               | | 16. Пловдив-град | 22 ноември 2013  | 22 ноември 2013       |
| Ахмед Ахмедов Башев         | ДПС                  | член                                               | * Комисия по регионална политика и местно самоуправление — член * Комисия по инвестиционно проектиране — заместник-председател                                                                          | 1. Благоевград   | 21 май 2013      | 6 август 2014         |

## Б
| име                      | парламентарна група  | длъжност          | участие в комисии, делегации и групи за приятелство                                                                                                  | изборен район  | от дата         | прекратени пълномощия |
| ------------------------ | -------------------- | ----------------- | --- | -------------- | --------------- | --------------------- |
| Бойко Методиев Борисов   | ГЕРБ                 | председател на ПГ | | 25. София-град | 21 май 2013     | 6 август 2014         |
| Борис Цветков Цветков    | Коалиция за България | член              | * Комисия по отбрана — замастник-председател * Комисия по околната среда и водите — член                                                             | 24. София-град | 21 май 2013     | 6 август 2014         |
| Борислав Гуцанов Гуцанов | Коалиция за България | член              | * Комисия по регионална политика и местно самоуправление — заместник-председател * Комисия по транспорт, информационни технологии и съобщения — член | 3. Варна       | 21 май 2013     | 6 август 2014         |
| Бюнямин Хюсеин Хасан     | ДПС                  | член              | | 30. Шумен      | 13 ноември 2013 | 6 август 2014         |

## В
| име                          | парламентарна група  | длъжност          | участие в комисии, делегации и групи за приятелство | изборен район    | от дата     | прекратени пълномощия |
| ---------------------------- | -------------------- | ----------------- | --- | ---------------- | ----------- | --------------------- |
| Валентин Иванов Радев        | ГЕРБ                 | член              | * Комисия по външна политика — член * Комисия по отбрана — член | 24. София-град   | 21 май 2013 | 6 август 2014         |
| Валентин Стефанов Василев    | ГЕРБ                 | член              | * Комисия по земеделието и храните — член * Комисия по труда и социалната политика — член | 18. Разград      | 21 май 2013 | 6 август 2014         |
| Валентина Василева Богданова | Коалиция за България | член              | * Комисия по труда и социалната политика — член * Комисия по образованието и науката — член | 25. София-град   | 21 май 2013 | 6 август 2014         |
| Валери Мирчев Жаблянов       | Коалиция за България | член              | * Комисия по външна политика — член * Делегация в Парламентарната асамблея на Съвета на Европа — заместващ член | 21. Сливен       | 21 май 2013 | 6 август 2014         |
| Ваня Чавдарова Добрева       | Коалиция за България | член              | * Комисия по културата и медиите — член * Комисия по образованието и науката — председател | 23. София-град   | 21 май 2013 | 6 август 2014         |
| Васил Миланов Антонов        | Коалиция за България | член              | * Комисия по икономическата политика и туризъм — член * Комисия по вероизповеданията и парламентарна етика — заместник-председател | 15. Плевен       | 21 май 2013 | 6 август 2014         |
| Вежди Летиф Рашидов          | ГЕРБ                 | член              | | 16. Пловдив-град | 21 май 2013 | 6 август 2014         |
| Венцислав Асенов Лаков       | Партия Атака         | член              | * Комисия по външна политика — заместник-председател * Комисия по отбрана — член * Делегация в Парламентарната асамблея на Организацията за сигурност и сътрудничество в Европа — основен член                                           | 6. Враца         | 21 май 2013 | 6 август 2014         |
| Веселин Бориславов Вучков    | ГЕРБ                 | член              | * Комисия по вътрешна сигурност и обществен ред — член * Комисия за контрол над службите за сигурност, използването и прилагането на специалните разузнавателни средства и достъпа до данните по закона за електронните съобщения — член | 24. София-град   | 21 май 2013 | 6 август 2014         |
| Веселин Вълев Пенев          | ДПС                  | член              | * Комисия по земеделието и храните — член * Комисия за борба с корупцията и конфликт на интереси — член | 28. Търговище    | 21 май 2013 | 6 август 2014         |
| Владимир Вълчев Митрушев     | ГЕРБ                 | член              | * Комисия по инвестиционно проектиране — член | 29. Хасково      | 21 май 2013 | 6 август 2014         |
| Владимир Иванов Иванов       | ГЕРБ                 | член              | * Комисия по земеделието и храните — член | 23. София-град   | 21 май 2013 | 6 август 2014         |
| Владимир Цветанов Тошев      | ГЕРБ                 | член              | * Комисия по отбрана — член * Комисия по европейските въпроси и контрол на европейските фондове — член | 4. Видин         | 21 май 2013 | 6 август 2014         |
| Владислав Иванов Горанов     | ГЕРБ                 | член              | * Комисия по икономическата политика и туризъм — член * Комисия по бюджет и финанси — член | 24. София-град   | 21 май 2013 | 19 февруари 2014 г.   |
| Владислав Тошков Николов     | ГЕРБ                 | член              | * Комисия по труда и социалната политика — член * Комисия по правата на човека и жалбите на гражданите — член | 15. Плевен       | 21 май 2013 | 6 август 2014         |
| Волен Николов Сидеров        | Партия Атака         | председател на ПГ | * Комисия за борба с корупцията и конфликт на интереси — председател | 25. София-град   | 21 май 2013 | 6 август 2014         |

## Г
| име                               | парламентарна група  | длъжност | участие в комисии, делегации и групи за приятелство | изборен район     | от дата     | прекратени пълномощия |
| --------------------------------- | -------------------- | -------- | --- | ----------------- | ----------- | --------------------- |
| Гален Симеонов Монев              | Партия Атака         | член     | * Комисия по земеделието и храните — член * Комисия по европейските въпроси и контрол на европейските фондове — заместник-председател * Делегация в Парламентарната асамблея на Организацията за сигурност и сътрудничество в Европа — заместващ член | 29. Хасково       | 21 май 2013 | 6 август 2014         |
| Галина Стефанова Милева-Георгиева | ГЕРБ                 | член     | * Комисия по вътрешна сигурност и обществен ред — член * Комисия по здравеопазването — член | 2. Бургас         | 21 май 2013 | 6 август 2014         |
| Галя Енева Захариева              | ГЕРБ                 | член     | * Комисия по труда и социалната политика — член * Комисия по въпросите на децата, младежта и спорта — член | 21. Сливен        | 21 май 2013 | 6 август 2014         |
| Георги Добрев Еленков             | ГЕРБ                 | член     | | 29. Хасково       | 8 юли 2014  | 11 юли 2014           |
| Георги Иванов Андонов             | ГЕРБ                 | член     | * Комисия по земеделието и храните — член * Комисия по въпросите на децата, младежта и спорта — член | 1. Благоевград    | 21 май 2013 | 6 август 2014         |
| Георги Николов Мърков             | Коалиция за България | член     | * Комисия по въпросите на децата, младежта и спорта — заместник-председател | 13. Пазарджик     | 21 май 2013 | 6 август 2014         |
| Георги Симеонов Горанов           | ДПС                  | член     | * Комисия за взаимодействие с граждански организации и движения — член * Комисия по правата на човека и жалбите на гражданите — член | 23. София-град    | 21 май 2013 | 6 август 2014         |
| Георги Стоянов Кадиев             | Коалиция за България | член     | * Комисия по икономическата политика и туризъм — член * Комисия по бюджет и финанси — член | 23. София-град    | 21 май 2013 | 13 юни 2014 г.        |
| Георги Свиленски                  | Коалиция за България | член     | * Комисия по околната среда и водите — член * Комисия по транспорт, информационни технологии и съобщения — заместник-председател | 24. София-град    | 21 май 2013 | 6 август 2014         |
| Георги Цветанов Марков            | ГЕРБ                 | член     | * Комисия по труда и социалната политика — член | 4. Велико Търново | 21 май 2013 | 6 август 2014         |
| Георги Чавдаров Анастасов         | Коалиция за България | член     | * Комисия по бюджет и финанси — член * Комисия по правата на човека и жалбите на гражданите — заместник-председател | 27. Стара Загора  | 21 май 2013 | 6 август 2014         |
| Георги Гьоков                     | Коалиция за България | член     | * Комисия по труда и социалната политика — заместник-председател * Комисия по правата на човека и жалбите на гражданите — член | 27. Стара Загора  | 21 май 2013 | 6 август 2014         |
| Гинче Димитрова Караминова        | ГЕРБ                 | член     | * Комисия по труда и социалната политика — член * Комисия по културата и медиите — член | 13. Пазарджик     | 21 май 2013 | 6 август 2014         |

## Д
| име                                    | парламентарна група  | длъжност               | изборен район      | от дата           | прекратени пълномощия |
| -------------------------------------- | -------------------- | ---------------------- | ------------------ | ----------------- | --------------------- |
| Данаил Димитров Кирилов                | ГЕРБ                 | член                   | 23. София-град     | 21 май 2013       | 6 август 2014         |
| Даниел Георгиев Георгиев               | ГЕРБ                 | член                   | 26. София-област   | 21 май 2013       | 6 август 2014         |
| Даниела Анастасова Дариткова-Проданова | ГЕРБ                 | член                   | 22. Смолян         | 21 май 2013       | 6 август 2014         |
| Даниела Йорданова Панайотова           | ГЕРБ                 | член                   | 3. Варна           | 24 юни 2014       | 6 август 2014         |
| Даниела Владимирова Савеклиева         | ГЕРБ                 | член                   | 1. Благоевград     | 21 май 2013       | 6 август 2014         |
| Дарин Иванов Димитров                  | ГЕРБ                 | член                   | 28. Търговище      | 21 май 2013       | 6 август 2014         |
| Делян Александров Добрев               | ГЕРБ                 | член                   | 14. Перник         | 21 май 2013       | 6 август 2014         |
| Делян Славчев Пеевски                  | ДПС                  | член                   | 13. Пазарджик      | 21 май 2013       | 6 август 2014         |
| Деница Златкова Златева                | Коалиция за България | член                   | 25. София-град     | 21 май 2013       | 6 август 2014         |
| Деница Стоилова Гаджева                | Партия Атака         | член                   | 26. София-област   | 21 май 2013       | 6 август 2014         |
| Десислав Славов Чуколов                | Партия Атака         | зам.-председател на ПГ | 2. Бургас          | 21 май 2013       | 6 август 2014         |
| Десислава Вълчева Атанасова            | ГЕРБ                 | член                   | 19. Русе           | 21 май 2013       | 6 август 2014         |
| Десислава Жекова Танева                | ГЕРБ                 | член                   | 21. Сливен         | 21 май 2013       | 6 август 2014         |
| Деян Цанков Дечев                      | Коалиция за България | член                   | 21. Сливен         | 21 май 2013       | 6 август 2014         |
| Джевдет Ибрям Чакъров                  | ДПС                  | член                   | 17. Пловдив-област | 21 май 2013       | 6 август 2014         |
| Джема Маринова Грозданова              | ГЕРБ                 | член                   | 24. София-град     | 21 май 2013       | 6 август 2014         |
| Диана Иванова Йорданова                | ГЕРБ                 | член                   | 2. Бургас          | 21 май 2013       | 6 август 2014         |
| Димитър Ангелов Горов                  | Коалиция за България | член                   | 11. Ловеч          | 21 май 2013       | 6 август 2014         |
| Димитър Ангелов Иванов                 | ГЕРБ                 | член                   | 31. Ямбол          | 21 май 2013       | 6 август 2014         |
| Димитър Бойчев Петров                  | ГЕРБ                 | член                   | 2. Бургас          | 21 май 2013       | 6 август 2014         |
| Димитър Георгиев Кочков                | Коалиция за България | член                   | 15. Плевен         | 11 септември 2013 | 6 август 2014         |
| Димитър Борисов Главчев                | ГЕРБ                 | зам.-председател на ПГ | 23. София-град     | 21 май 2013       | 6 август 2014         |
| Димитър Василев Аврамов                | Партия Атака         | член                   | 22. Смолян         | 21 май 2013       | 6 август 2014         |
| Димитър Димчев Димов                   | Партия Атака         | член                   | 21. Сливен         | 21 май 2013       | 6 август 2014         |
| Димитър Николов Лазаров                | ГЕРБ                 | член                   | 16. Пловдив-град   | 21 май 2013       | 6 август 2014         |
| Димитър Стоянов Дъбов                  | Коалиция за България | зам.-председател на ПГ | 30. Шумен          | 21 май 2013       | 6 август 2014         |
| Димчо Димитров Михалевски              | Коалиция за България | секретар на ПГ         | 2. Бургас          | 21 май 2013       | 18 февруари 2014      |
| Добрин Ненов Данев                     | Коалиция за България | член                   | 19. Русе           | 21 май 2013       | 6 август 2014         |
| Доброслав Дилянов Димитров             | ГЕРБ                 | член                   | 25. София-град     | 21 май 2013       | 19 март 2014          |
| Донка Димитрова Иванова                | ГЕРБ                 | член                   | 30. Шумен          | 21 май 2013       | 6 август 2014         |
| Дончо Спасов Баксанов                  | ГЕРБ                 | член                   | 13. Пазарджик      | 21 май 2013       | 6 август 2014         |
| Дора Илиева Янкова                     | Коалиция за България | член                   | 22. Смолян         | 21 май 2013       | 6 август 2014         |
| Драгомир Велков Стойнев                | Коалиция за България | член                   | 29. Хасково        | 21 май 2013       | 6 август 2014         |
| Дурхан Мехмед Мустафа                  | ДПС                  | член                   | 2. Бургас          | 21 май 2013       | 6 август 2014         |

## Е
| име                        | парламентарна група  | длъжност | изборен район     | от дата     | прекратени пълномощия |
| -------------------------- | -------------------- | -------- | ----------------- | ----------- | --------------------- |
| Евгени Димитров Стоев      | ГЕРБ                 | член     | 4. Велико Търново | 21 май 2013 | 6 август 2014         |
| Евгения Бисерова Алексиева | ГЕРБ                 | член     | 24. София-град    | 21 май 2013 | 6 август 2014         |
| Екатерина Василева Заякова | Коалиция за България | член     | 19. Русе          | 21 май 2013 | 6 август 2014         |
| Емануела Здравкова Спасова | ГЕРБ                 | член     | 23. София-град    | 21 май 2013 | 6 август 2014         |
| Емил Димитров Райнов       | Коалиция за България | член     | 11. Ловеч         | 21 май 2013 | 6 август 2014         |
| Емил Йорданов Радев        | ГЕРБ                 | член     | 3. Варна          | 21 май 2013 | 19 юни 2014           |
| Емил Кирилов Иванов        | ДПС                  | член     | 26. София-област  | 21 май 2013 | 6 август 2014         |
| Емил Страхилов Костадинов  | Коалиция за България | член     | 1. Благоевград    | 21 май 2013 | 6 август 2014         |
| Емил Ценов Георгиев        | Коалиция за България | член     | 25. София-град    | 27 юни 2014 | 6 август 2014         |
| Ердинч Исмаил Хайрула      | ДПС                  | член     | 9. Кърджали       | 21 май 2013 | 6 август 2014         |

## Ж
| име                     | парламентарна група  | длъжност | изборен район  | от дата     | прекратени пълномощия |
| ----------------------- | -------------------- | -------- | -------------- | ----------- | --------------------- |
| Жельо Иванов Бойчев     | Коалиция за България | член     | 23. София-град | 21 май 2013 | 6 август 2014         |
| Желязко Иванов Желязков | ГЕРБ                 | член     | 8. Добрич      | 21 май 2013 | 6 август 2014         |

## З
| име                        | парламентарна група  | длъжност | изборен район      | от дата          | прекратени пълномощия |
| -------------------------- | -------------------- | -------- | ------------------ | ---------------- | --------------------- |
| Захари Димитров Георгиев   | Коалиция за България | член     | 16. Пловдив-град   | 21 май 2013      | 6 август 2014         |
| Здравко Димитров Димитров  | ГЕРБ                 | член     | 17. Пловдив-област | 21 май 2013      | 6 август 2014         |
| Златко Димитров Тодоров    | ГЕРБ                 | член     | 12. Монтана        | 21 май 2013      | 6 август 2014         |
| Зоран Александров Рангелов | ГЕРБ                 | член     | 24. София-град     | 20 февруари 2014 | 6 август 2014         |

## И
| име                                | парламентарна група  | длъжност               | изборен район     | от дата          | прекратени пълномощия |
| ---------------------------------- | -------------------- | ---------------------- | ----------------- | ---------------- | --------------------- |
| Ива Димитрова Кусева               | Коалиция за България | член                   | 2. Бургас         | 20 февруари 2014 | 6 август 2014         |
| Ивайло Ангелов Московски           | ГЕРБ                 | член                   | 23. София-град    | 21 май 2013      | 6 август 2014         |
| Иван Валентинов Иванов             | Коалиция за България | член                   | 30. Шумен         | 21 май 2013      | 6 август 2014         |
| Иван Йорданов Божилов              | ГЕРБ                 | член                   | 25. София-град    | 20 март 2014     | 6 август 2014         |
| Иван Николаев Портних              | ГЕРБ                 | член                   | 3. Варна          | 21 май 2013      | 10 юли 2013           |
| Иван Стефанов Вълков               | ГЕРБ                 | член                   | 2. Бургас         | 21 май 2013      | 6 август 2014         |
| Иван Стоев Чолаков                 | ГЕРБ                 | член                   | 31. Ямбол         | 21 май 2013      | 6 август 2014         |
| Иван Тодоров Димитров              | Партия Атака         | член                   | 4. Велико Търново | 21 май 2013      | 6 август 2014         |
| Иван Тодоров Ибришимов             | Коалиция за България | член                   | 10. Кюстендил     | 21 май 2013      | 6 август 2014         |
| Ивелина Веселинова Василева        | ГЕРБ                 | член                   | 2. Бургас         | 21 май 2013      | 6 август 2014         |
| Илиан Сашов Тодоров                | Партия Атака         | член                   | 10. Кюстендил     | 21 май 2013      | 6 август 2014         |
| Илия Атанасов Баташки              | Коалиция за България | член                   | 16. Пловдив-град  | 21 май 2013      | 21 ноември 2013       |
| Илияна Малинова Йотова             | Коалиция за България | член                   | 13. Пазарджик     | 21 май 2013      | 21 май 2013           |
| Ирена Георгиева Узунова            | ГЕРБ                 | член                   | 29. Хасково       | 21 май 2013      | 6 август 2014         |
| Ирена Иванова Коцева               | ГЕРБ                 | член                   | 26. София-област  | 21 май 2013      | 6 август 2014         |
| Ирена Любенова Соколова            | ГЕРБ                 | член                   | 14. Перник        | 21 май 2013      | 6 август 2014         |
| Ирена Тодорова Анастасова          | Коалиция за България | член                   | 23. София-град    | 17 юни 2014      | 6 август 2014         |
| Искра Димитрова Михайлова-Копарова | ДПС                  | член                   | 13. Пазарджик     | 21 май 2013      | 19 юни 2014           |
| Искра Фидосова                     | ГЕРБ                 | зам.-председател на ПГ | 12. Монтана       | 21 май 2013      | 26 юли 2013           |

## Й
| име                       | парламентарна група  | длъжност               | изборен район  | от дата     | прекратени пълномощия |
| ------------------------- | -------------------- | ---------------------- | -------------- | ----------- | --------------------- |
| Йоана Милчева Кирова      | ГЕРБ                 | член                   | 25. София-град | 21 май 2013 | 3 октомври 2013       |
| Йордан Георгиев Стойков   | Коалиция за България | член                   | 7. Габрово     | 21 май 2013 | 6 август 2014         |
| Йордан Кирилов Цонев      | ДПС                  | зам.-председател на ПГ | 3. Варна       | 21 май 2013 | 6 август 2014         |
| Йордан Стоянов Младенов   | Коалиция за България | член                   | 13. Пазарджик  | 21 май 2013 | 6 август 2014         |
| Йорданка Колева Йорданова | Коалиция за България | член                   | 3. Варна       | 21 май 2013 | 6 август 2014         |

## К
| име                         | парламентарна група  | длъжност               | изборен район    | от дата          | прекратени пълномощия |
| --------------------------- | -------------------- | ---------------------- | ---------------- | ---------------- | --------------------- |
| Калина Петрова Балабанова   | Партия Атака         | член                   | 8. Добрич        | 21 май 2013      | 6 август 2014         |
| Камен Костов Костадинов     | ДПС                  | зам.-председател на ПГ | 6. Враца         | 21 май 2013      | 6 август 2014         |
| Кирил Боянов Калфин         | ГЕРБ                 | член                   | 10. Кюстендил    | 21 май 2013      | 6 август 2014         |
| Кирил Добрев Добрев         | ГЕРБ                 | член                   | 27. Стара Загора | 21 май 2013      | 6 август 2014         |
| Кирил Красимиров Колев      | Партия Атака         | член                   | 11. Ловеч        | 21 май 2013      | 6 август 2014         |
| Кирил Николаев Добрев       | Коалиция за България | член                   | 26. София-област | 21 май 2013      | 6 август 2014         |
| Кирчо Георгиев Атанасов     | Коалиция за България | член                   | 16. Пловдив-град | 26 ноември 2013  | 6 август 2014         |
| Кирчо Георгиев Карагьозов   | Коалиция за България | член                   | 31. Ямбол        | 22 октомври 2013 | 6 август 2014         |
| Корнелия Добрева Маринова   | ГЕРБ                 | член                   | 11. Ловеч        | 21 май 2013      | 6 август 2014         |
| Корнелия Петрова Нинова     | Коалиция за България | член                   | 26. София-област | 21 май 2013      | 6 август 2014         |
| Красимир Атанасов Мурджев   | Коалиция за България | член                   | 16. Пловдив-град | 21 май 2013      | 6 август 2014         |
| Красимир Георгиев Ципов     | ГЕРБ                 | член                   | 25. София-град   | 21 май 2013      | 6 август 2014         |
| Красимир Любомиров Велчев   | ГЕРБ                 | зам.-председател на ПГ | 25. София-град   | 21 май 2013      | 6 август 2014         |
| Красимир Неделчев Стефанов  | ГЕРБ                 | член                   | 29. Хасково      | 21 май 2013      | 2 юли 2014            |
| Красимир Христов Янков      | Коалиция за България | член                   | 3. Варна         | 21 май 2013      | 6 август 2014         |
| Красимира Пенева Анастасова | ГЕРБ                 | член                   | 3. Варна         | 21 май 2013      | 6 август 2014         |
| Кристиян Роберт Димитров    | Партия Атака         | член                   | 1. Благоевград   | 21 май 2013      | 6 август 2014         |

## Л
| име                           | парламентарна група  | длъжност          | изборен район  | от дата     | прекратени пълномощия |
| ----------------------------- | -------------------- | ----------------- | -------------- | ----------- | --------------------- |
| Лазар Огнянов Попов           | Коалиция за България | член              | 13. Пазарджик  | 23 май 2013 | 6 август 2014         |
| Лидия Велик Маринова          | ГЕРБ                 | член              | 3. Варна       | 16 юли 2013 | 26 юли 2013           |
| Лиляна Павлова Николова       | ГЕРБ                 | член              | 3. Варна       | 21 май 2013 | 6 август 2014         |
| Лъчезар Богомилов Иванов      | ГЕРБ                 | член              | 25. София-град | 21 май 2013 | 6 август 2014         |
| Любен Петров Татарски         | ГЕРБ                 | член              | 1. Благоевград | 21 май 2013 | 6 август 2014         |
| Любомир Ангелов Петков        | Коалиция за България | член              | 15. Плевен     | 21 май 2013 | 5 септември 2013      |
| Любомир Владимиров Владимиров | Партия Атака         | член              | 19. Русе       | 21 май 2013 | 6 август 2014         |
| Любомир Димитров Христов      | ГЕРБ                 | член              | 30. Шумен      | 21 май 2013 | 6 август 2014         |
| Лютви Ахмед Местан            | ДПС                  | председател на ПГ | 9. Кърджали    | 21 май 2013 | 6 август 2014         |

## М
| име                          | парламентарна група  | длъжност               | изборен район      | от дата     | прекратени пълномощия |
| ---------------------------- | -------------------- | ---------------------- | ------------------ | ----------- | --------------------- |
| Магдалена Ламбова Ташева     | Партия Атака         | член                   | 17. Пловдив-област | 21 май 2013 | 6 август 2014         |
| Маргарита Асенова Стоилова   | Коалиция за България | член                   | 17. Пловдив-област | 23 май 2013 | 6 август 2014         |
| Маргарита Николаева Николова | Партия Атака         | член                   | 3. Варна           | 21 май 2013 | 6 август 2014         |
| Мариана Господинова Тотева   | Коалиция за България | член                   | 27. Стара Загора   | 21 май 2013 | 6 август 2014         |
| Мариана Радева Бояджиева     | Коалиция за България | член                   | 4. Велико Търново  | 21 май 2013 | 6 август 2014         |
| Мартин Георгиев Захариев     | Коалиция за България | член                   | 23. София-град     | 21 май 2013 | 6 август 2014         |
| Мая Божидарова Манолова      | Коалиция за България | зам.-председател на НС | 10. Кюстендил      | 21 май 2013 | 21 май 2013           |
| Менда Кирилова Стоянова      | ГЕРБ                 | член                   | 16. Пловдив-град   | 21 май 2013 | 6 август 2014         |
| Мехмед Юмер Атаман           | ДПС                  | член                   | 28. Търговище      | 21 май 2013 | 6 август 2014         |
| Миглена Дойкова Александрова | Партия Атака         | член                   | 23. София-град     | 21 май 2013 | 6 август 2014         |
| Милена Цветанова Дамянова    | ГЕРБ                 | член                   | 23. София-град     | 21 май 2013 | 6 август 2014         |
| Милка Дончева Христова       | Коалиция за България | член                   | 4. Велико Търново  | 21 май 2013 | 6 август 2014         |
| Милко Петров Багдасаров      | Коалиция за България | член                   | 9. Кърджали        | 21 май 2013 | 6 август 2014         |
| Минчо Мънчев Минчев          | Коалиция за България | член                   | 6. Враца           | 21 май 2013 | 6 август 2014         |
| Мирослав Николов Петков      | ГЕРБ                 | член                   | 4. Велико Търново  | 21 май 2013 | 6 август 2014         |
| Митко Живков Захов           | ГЕРБ                 | член                   | 1. Благоевград     | 21 май 2013 | 6 август 2014         |
| Михаил Райков Миков          | Коалиция за България | председател на НС      | 5. Видин           | 21 май 2013 | 21 май 2013           |
| Митхат Сабри Метин           | ДПС                  | член                   | 15. Плевен         | 21 май 2013 | 6 август 2014         |
| Младен Петров Червеняков     | Коалиция за България | член                   | 12. Монтана        | 21 май 2013 | 31 януари 2014        |
| Мустафа Сали Карадайъ        | ДПС                  | член                   | 22. Смолян         | 21 май 2013 | 6 август 2014         |
| Мустафа Фахри Ахмед          | ДПС                  | член                   | 9. Кърджали        | 21 май 2013 | 6 август 2014         |

## Н
| име                           | парламентарна група  | длъжност | изборен район      | от дата     | прекратени пълномощия |
| ----------------------------- | -------------------- | -------- | ------------------ | ----------- | --------------------- |
| Невин Халил Хасан             | ДПС                  | член     | 20. Силистра       | 21 май 2013 | 6 август 2014         |
| Нели Рускова Петрова          | ГЕРБ                 | член     | 3. Варна           | 31 юли 2013 | 6 август 2014         |
| Нигяр Сахлим Джафер           | ДПС                  | член     | 18. Разград        | 21 май 2013 | 6 август 2014         |
| Николай Василев Петев         | Коалиция за България | член     | 31. Ямбол          | 21 май 2013 | 15 октомври 2013 г.   |
| Николай Веселинов Александров | Партия Атака         | член     | 3. Варна           | 21 май 2013 | 6 август 2014         |
| Николай Нанков Нанков         | ГЕРБ                 | член     | 11. Ловеч          | 21 май 2013 | 6 август 2014         |
| Николай Николов Апостолов     | ГЕРБ                 | член     | 3. Варна           | 21 май 2013 | 6 август 2014         |
| Николай Петков Петков         | ГЕРБ                 | член     | 17. Пловдив-област | 21 май 2013 | 6 август 2014         |
| Николай Симеонов Малинов      | Коалиция за България | член     | 25. София-град     | 21 май 2013 | 6 август 2014         |

## П
| име                       | парламентарна група  | длъжност                        | изборен район      | от дата     | прекратени пълномощия |
| ------------------------- | -------------------- | ------------------------------- | ------------------ | ----------- | --------------------- |
| Павел Алексеев Христов    | ГЕРБ                 | член                            | 3. Варна           | 21 май 2013 | 6 август 2014         |
| Павел Андреев Гуджеров    | ГЕРБ                 | член                            | 17. Пловдив-област | 21 май 2013 | 6 август 2014         |
| Павел Димитров Шопов      | Партия Атака         | зам.-председател на ПГ          | 16. Пловдив-град   | 21 май 2013 | 6 август 2014         |
| Павел Маринов Маринов     | Коалиция за България | член                            | 2. Бургас          | 21 май 2013 | 21 юни 2013           |
| Пенко Атанасов Атанасов   | Коалиция за България | член                            | 2. Бургас          | 27 юни 2013 | 6 август 2014         |
| Петко Кънчев Тотев        | ГЕРБ                 | член                            | 9. Габрово         | 24 юни 2014 | 6 август 2014         |
| Петър Атанасов Курумбашев | Коалиция за България | зам.-председател на ПГ          | 24. София-град     | 21 май 2013 | 30 април 2014 г.      |
| Петър Василев Мутафчиев   | Коалиция за България | член                            | 17. Пловдив-област | 21 май 2013 | 6 август 2014         |
| Петър Георгиев Кънев      | Коалиция за България | член                            | 4. Велико Търново  | 21 май 2013 | 6 август 2014         |
| Петър Иванов Петров       | Партия Атака         | член                            | 24. София-град     | 21 май 2013 | 6 август 2014         |
| Петър Илиев Дулев         | Коалиция за България | член                            | 15. Плевен         | 21 май 2013 | 6 август 2014         |
| Петър Илиев Якимов        | ГЕРБ                 | член                            | 12. Монтана        | 31 юли 2013 | 6 август 2014         |
| Петър Пандушев Чобанов    | Коалиция за България | член                            | 16. Пловдив-град   | 21 май 2013 | 6 август 2014         |
| Петър Симеонов Ангелов    | ДПС                  | член                            | 25. София-град     | 21 май 2013 | 6 август 2014         |
| Петя Николова Раева       | ДПС                  | член                            | 5. Видин           | 21 май 2013 | 6 август 2014         |
| Петя Цветанова Аврамова   | ГЕРБ                 | член                            | 6. Враца           | 21 май 2013 | 6 август 2014         |
| Пламен Василев Орешарски  | Коалиция за България | член                            | 3. Варна           | 21 май 2013 | 6 август 2014         |
| Пламен Василев Славов     | Коалиция за България | член                            | 17. Пловдив-област | 21 май 2013 | 6 август 2014         |
| Пламен Веселинов Йорданов | ГЕРБ                 | член                            | 27. Стара Загора   | 21 май 2013 | 6 август 2014         |
| Пламен Дулчев Нунев       | ГЕРБ                 | временен парламентарен секретар | 19. Русе           | 21 май 2013 | 6 август 2014         |
| Пламен Иванов Манушев     | ГЕРБ                 | член                            | 3. Варна           | 21 май 2013 | 6 август 2014         |
| Пламен Тачев Петров       | ГЕРБ                 | член                            | 15. Плевен         | 21 май 2013 | 6 август 2014         |

## Р
| име                   | парламентарна група  | длъжност | изборен район      | от дата     | прекратени пълномощия |
| --------------------- | -------------------- | -------- | ------------------ | ----------- | --------------------- |
| Ради Николов Стоянов  | Партия Атака         | член     | 27. Стара Загора   | 21 май 2013 | 6 август 2014         |
| Рамадан Байрам Аталай | ДПС                  | член     | 18. Разград        | 21 май 2013 | 6 август 2014         |
| Росен Малинов Малинов | Коалиция за България | член     | 24. София-град     | 21 май 2013 | 21 юни 2013           |
| Румен Василев Гечев   | Коалиция за България | член     | 23. София-град     | 21 май 2013 | 6 август 2014         |
| Румен Василев Стоянов | Коалиция за България | член     | 17. Пловдив-област | 21 май 2013 | 21 май 2013           |
| Румен Иванов Иванов   | ГЕРБ                 | член     | 8. Добрич          | 21 май 2013 | 6 август 2014         |
| Румен Маринов Йончев  | Коалиция за България | член     | 12. Монтана        | 21 май 2013 | 6 август 2014         |
| Рушен Мехмед Риза     | ДПС                  | член     | 8. Добрич          | 21 май 2013 | 6 август 2014         |

## С
| име                                 | парламентарна група  | длъжност               | изборен район      | от дата         | прекратени пълномощия |
| ----------------------------------- | -------------------- | ---------------------- | ------------------ | --------------- | --------------------- |
| Светла Маринова Бъчварова-Пиралкова | Коалиция за България | член                   | 17. Пловдив-област | 21 май 2013     | 6 август 2014         |
| Светлана Ангелова Найденова         | ГЕРБ                 | член                   | 19. Русе           | 21 май 2013     | 6 август 2014         |
| Светлин Димитров Танчев             | ГЕРБ                 | член                   | 26. София-област   | 21 май 2013     | 6 август 2014         |
| Семир Хусейн Абумелих               | ГЕРБ                 | член                   | 2. Бургас          | 21 май 2013     | 6 август 2014         |
| Сергей Дмитриевич Станишев          | Коалиция за България | председател на ПГ      | 25. София-град     | 21 май 2013     | 27 юни 2014           |
| Сергей Манушов Кичиков              | ДПС                  | член                   | 13. Пазарджик      | 24 юни 2014     | 6 август 2014         |
| Силвия Анастасова Хубенова          | ГЕРБ                 | член                   | 17. Пловдив-област | 21 май 2013     | 6 август 2014         |
| Сияна Атанасова Фудулова            | Коалиция за България | член                   | 8. Добрич          | 21 май 2013     | 6 август 2014         |
| Смиляна Николова Нитова-Кръстева    | Коалиция за България | член                   | 29. Хасково        | 21 май 2013     | 6 август 2014         |
| Снежана Георгиева Дукова            | ГЕРБ                 | член                   | 25. София-град     | 4 октомври 2013 | 6 август 2014         |
| Снежина Минчева Маджарова           | ГЕРБ                 | член                   | 2. Бургас          | 21 май 2013     | 6 август 2014         |
| Спас Янев Панчев                    | Коалиция за България | член                   | 1. Благоевград     | 21 май 2013     | 6 август 2014         |
| Станислав Иванов Владимиров         | Коалиция за България | член                   | 14. Перник         | 21 май 2013     | 6 август 2014         |
| Станислав Стоянов Иванов            | ГЕРБ                 | член                   | 25. София-град     | 21 май 2013     | 6 август 2014         |
| Станислав Тодоров Станилов          | Партия Атака         | зам.-председател на ПГ | 13. Пазарджик      | 21 май 2013     | 6 август 2014         |
| Стефан Господинов Господинов        | ГЕРБ                 | член                   | 20. Силистра       | 21 май 2013     | 6 август 2014         |
| Стефан Иванов Дедев                 | ГЕРБ                 | член                   | 16. Пловдив-град   | 21 май 2013     | 6 август 2014         |
| Стефан Иванов Танев                 | Коалиция за България | член                   | 29. Хасково        | 21 май 2013     | 6 август 2014         |
| Стефан Ламбов Данаилов              | Коалиция за България | член                   | 15. Плевен         | 21 май 2013     | 6 август 2014         |
| Стефани Михнева Михайлова           | ГЕРБ                 | член                   | 24. София-град     | 21 май 2013     | 6 август 2014         |
| Страхил Чавдаров Ангелов            | Коалиция за България | член                   | 23. София-град     | 21 май 2013     | 6 август 2014         |

## Т
| име                                | парламентарна група  | длъжност               | изборен район      | от дата     | прекратени пълномощия |
| ---------------------------------- | -------------------- | ---------------------- | ------------------ | ----------- | --------------------- |
| Таню Христов Киряков               | Коалиция за България | член                   | 19. Русе           | 21 май 2013 | 6 август 2014         |
| Таня Любомирова Андреева-Райнова   | Коалиция за България | член                   | 25. София-град     | 21 май 2013 | 6 август 2014         |
| Таско Михайлов Ерменков            | Коалиция за България | член                   | 24. София-град     | 27 юни 2013 | 6 август 2014         |
| Татяна Иванова Буруджиева-Ваниотис | Коалиция за България | член                   | 18. Разград        | 21 май 2013 | 6 август 2014         |
| Теодора Радкова Георгиева          | ГЕРБ                 | член                   | 23. София-град     | 21 май 2013 | 6 август 2014         |
| Тодор Борисов Радулов              | Коалиция за България | член                   | 1. Благоевград     | 21 май 2013 | 6 август 2014         |
| Томислав Пейков Дончев             | ГЕРБ                 | член                   | 7. Габрово         | 21 май 2013 | 19 юни 2014           |
| Тотю Младенов Младенов             | ГЕРБ                 | член                   | 6. Враца           | 21 май 2013 | 6 август 2014         |
| Тунджай Османов Наимов             | ДПС                  | член                   | 17. Пловдив-област | 21 май 2013 | 6 август 2014         |
| Тунчер Мехмедов Кърджалиев         | ДПС                  | зам.-председател на ПГ | 28. Търговище      | 21 май 2013 | 6 август 2014         |

## Ф
| име                       | парламентарна група  | длъжност                        | изборен район | от дата     | прекратени пълномощия |
| ------------------------- | -------------------- | ------------------------------- | ------------- | ----------- | --------------------- |
| Ферихан Илиязова Ахмедова | ДПС                  | член                            | 19. Русе      | 21 май 2013 | 6 август 2014         |
| Филип Стефанов Попов      | Коалиция за България | временен парламентарен секретар | 5. Видин      | 21 май 2013 | 6 август 2014         |

## Х
| име                    | парламентарна група  | длъжност               | изборен район     | от дата     | прекратени пълномощия |
| ---------------------- | -------------------- | ---------------------- | ----------------- | ----------- | --------------------- |
| Халил Реджепов Летифов | ДПС                  | член                   | 27. Стара Загора  | 21 май 2013 | 6 август 2014         |
| Хамид Бари Хамид       | ДПС                  | член                   | 30. Шумен         | 21 май 2013 | 6 август 2014         |
| Хасан Ахмед Адемов     | ДПС                  | член                   | 18. Разград       | 21 май 2013 | 6 август 2014         |
| Хасан Илияз Хаджихасан | ДПС                  | член                   | 4. Велико Търново | 21 май 2013 | 6 август 2014         |
| Христо Дамянов Бисеров | ДПС                  | зам.-председател на НС | 30. Шумен         | 21 май 2013 | 21 май 2013           |
| Христо Илиев Калоянов  | ГЕРБ                 | член                   | 13. Пазарджик     | 21 май 2013 | 6 август 2014         |
| Христо Цветанов Монов  | Коалиция за България | член                   | 2. Бургас         | 21 май 2013 | 6 август 2014         |
| Хюсеин Хасан Хафъзов   | ДПС                  | член                   | 2. Бургас         | 21 май 2013 | 6 август 2014         |

## Ц
| име                            | парламентарна група | длъжност               | изборен район  | от дата     | прекратени пълномощия |
| ------------------------------ | ------------------- | ---------------------- | -------------- | ----------- | --------------------- |
| Цвета Вълчева Караянчева       | ГЕРБ                | секретар на ПГ         | 9. Кърджали    | 21 май 2013 | 6 август 2014         |
| Цветан Генчев Цветанов         | ГЕРБ                | зам.-председател на ПГ | 1. Благоевград | 21 май 2013 | 6 август 2014         |
| Цветомир Цвятков Михов         | ГЕРБ                | член                   | 7. Габрово     | 21 май 2013 | 6 август 2014         |
| Цецка Цачева Данговска         | ГЕРБ                | член                   | 15. Плевен     | 21 май 2013 | 6 август 2014         |
| Цонка Илиева Каснакова-Иванова | ГЕРБ                | член                   | 29. Хасково    | 15 юли 2014 | 6 август 2014         |

## Ч
| име                | парламентарна група | длъжност       | изборен район | от дата     | прекратени пълномощия |
| ------------------ | ------------------- | -------------- | ------------- | ----------- | --------------------- |
| Четин Хюсеин Казак | ДПС                 | секретар на ПГ | 7. Габрово    | 21 май 2013 | 6 август 2014         |

## Ш
| име                 | парламентарна група | длъжност                        | изборен район    | от дата     | прекратени пълномощия |
| ------------------- | ------------------- | ------------------------------- | ---------------- | ----------- | --------------------- |
| Шендоан Ремзи Халит | ДПС                 | временен парламентарен секретар | 27. Стара Загора | 21 май 2013 | 6 август 2014         |

## Щ
| име               | парламентарна група | длъжност | изборен район  | от дата     | прекратени пълномощия |
| ----------------- | ------------------- | -------- | -------------- | ----------- | --------------------- |
| Щерьо Щерев Щерев | ДПС                 | член     | 24. София-град | 21 май 2013 | 6 август 2014         |

## Я
| име                       | парламентарна група  | длъжност | изборен район | от дата     | прекратени пълномощия |
| ------------------------- | -------------------- | -------- | ------------- | ----------- | --------------------- |
| Явор Божилов Нотев        | Партия Атака         | член     | 15. Плевен    | 21 май 2013 | 6 август 2014         |
| Явор Бориславов Куюмджиев | Коалиция за България | член     | 28. Търговище | 21 май 2013 | 6 август 2014         |
| Явор Илиев Гечев          | Коалиция за България | член     | 8. Добрич     | 21 май 2013 | 6 август 2014         |
| Янаки Боянов Стоилов      | Коалиция за България | член     | 6. Враца      | 21 май 2013 | 6 август 2014         |
| Янко Александров Янков    | ДПС                  | член     | 21. Сливен    | 21 май 2013 | 6 август 2014         |

## Заместване
След избирането на правителството на 29 май 2013 г., избраните за министри народни представители се заместват от следващите кандидати в листите за народни представители, докато заемат тези постове.
| избран за министър | заместващ                        | парламентарна група  | длъжност | изборен район  | от дата     | прекратени пълномощия |
| ------------------ | -------------------------------- | -------------------- | -------- | -------------- | ----------- | --------------------- |
| Ангел Найденов     | Евдокия Славчева Асенова         | Коалиция за България | член     | 14. Перник     | 31 май 2013 | 6 август 2014         |
| Анелия Клисарова   | Георги Христов Борисов           | Коалиция за България | член     | 3. Варна       | 31 май 2013 | 26 юли 2013           |
| Драгомир Стойнев   | Жара Веселинова Пенева-Георгиева | Коалиция за България | член     | 29. Хасково    | 31 май 2013 | 6 август 2014         |
| Искра Михайлова    | Сергей Манушов Кичиков           | Коалиция за България | член     | 13. Пазарджик  | 31 май 2013 | 6 август 2014         |
| Пламен Орешарски   | Георги Димитров Андреев          | Коалиция за България | член     | 3. Варна       | 31 май 2013 | 6 август 2014         |
| Таня Андреева      | Методи Теохаров Костадинов       | Коалиция за България | член     | 25. София-град | 31 май 2013 | 6 август 2014         |
| Хасан Адемов       | Хами Ибрахимов Хамиев            | ДПС                  | член     | 18. Разград    | 31 май 2013 | 6 август 2014         |